# Hildr

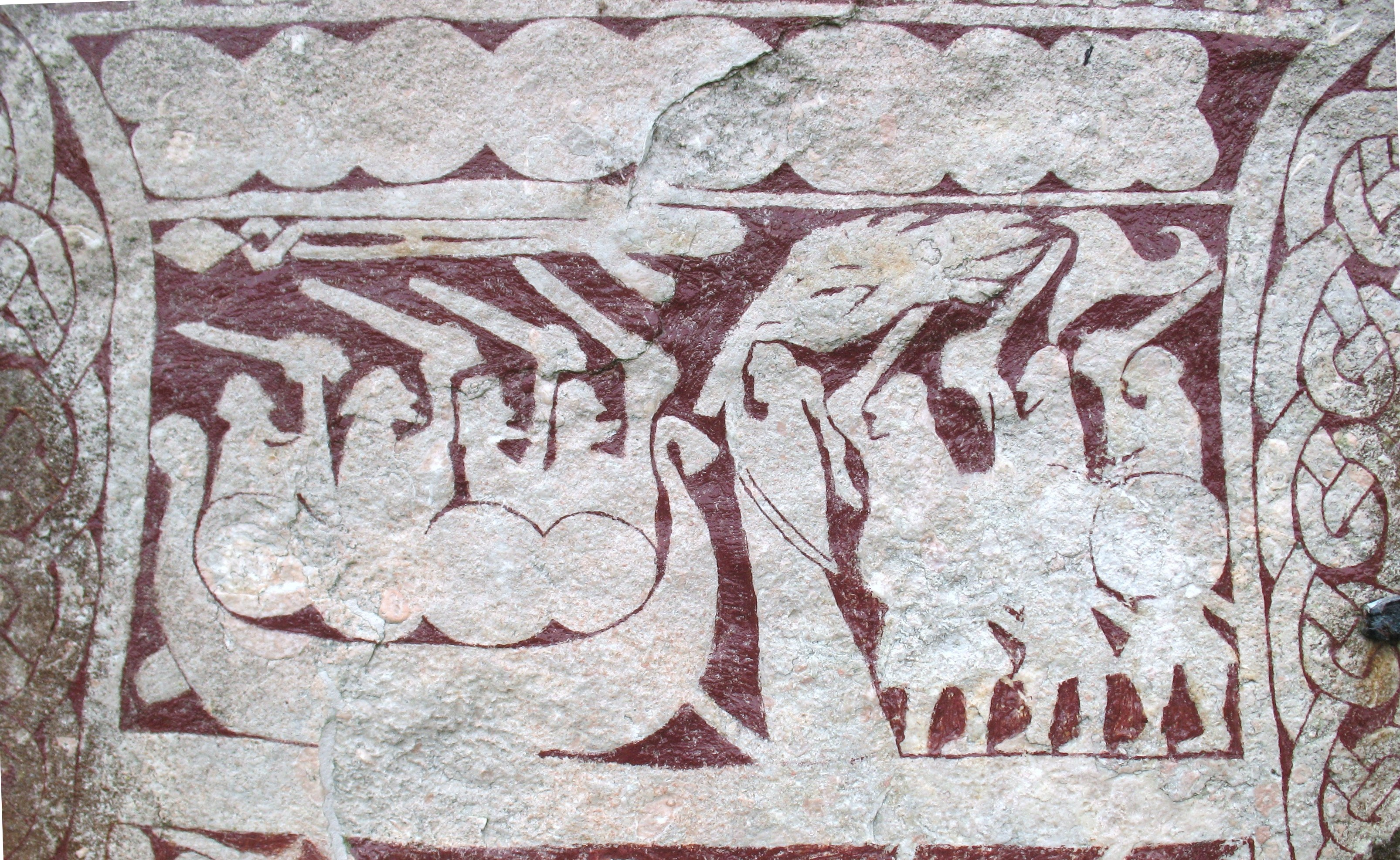
A detail from the Stora Hammar stone an image stone on Gotland

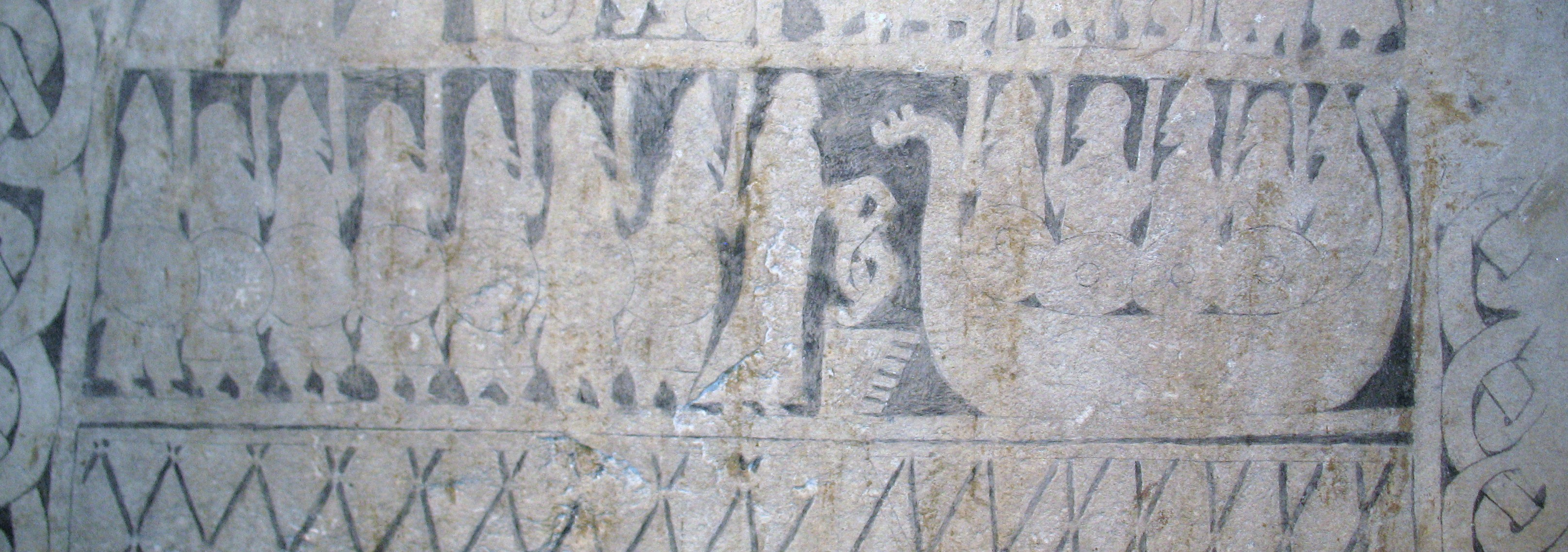
A detail from the Smiss (I) stone an image stone on Gotland

Hildr, na mitologia nórdica, é uma valquíria. Hildr é atestada na Edda em prosa de Snorri Sturluson como Högni Hedin da filha e da mulher na legenda de Hedin e Högni. Ela tinha o poder de ressuscitar os mortos nas batalhas e usou-a manter a eterna batalha entre Hedin e Högni.
Hildr também é mencionada junto com outros valkyries em Völuspá, Darraðarljóð e outras  Antigo escandinavo poemas. Em  Antigo escandinavo, a palavrahildr é um substantivo comum que significa "batalha" e não é claro se os poetas a tinham em mente como uma personificação da batalha, pois há fontes em que a mencionam de tal forma, assim como outras na qual atribui-se que Hildr é filha de Odin e Freya.